# Agostinho da Silva

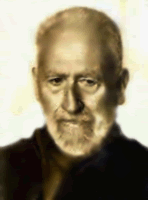
George Agostinho Baptista da Silva

George Agostinho Baptista da Silva (* 13. Februar 1906 in Porto; † 3. April 1994 in Lissabon) war ein portugiesischer Philosoph und Autor.

## Leben
Mit einem Stipendium, nach seiner Doktorarbeit (1929) der klassischen Philosophie an der Universität Porto, ging er 1931 nach Paris an die Sorbonne. 1933 kehrte er nach Portugal zurück, wo er am Gymnasium (Liceu) von Aveiro Lehrer wurde. Nach Unstimmigkeiten in Bezug auf neue Personalbestimmungen des Estado Novo-Regimes wurde er 1935 aus dem Öffentlichen Dienst entlassen. Er konnte ein Stipendium des Außenministerium Portugals erwirken und ging an das Centre de estudios históricos in Madrid. Nach Ausbruch des Spanischen Bürgerkriegs 1936 kehrte er nach Portugal zurück.
Nach einer Festnahme durch die Geheimpolizei PVDE (die spätere PIDE) 1943 ging er 1944 nach Lateinamerika. Nach Stationen in Brasilien (Rio de Janeiro und São Paulo) ging er nach Uruguay und Argentinien, um ab 1947 wieder in Brasilien zu leben. Er lehrte an verschiedenen Universitäten Brasiliens (Universidade de Paraíba, Universidade Federal Fluminense u. a.) und war 1955 an der Gründung der Universidade de Santa Catarina beteiligt. 1961 wurde er außenpolitischer Assessor von Präsident Jânio Quadros, bevor er 1962 bei der Gründung der Universität der neuen Hauptstadt Brasília half.
1969 verließ er Brasilien und sein Estado-Novo-Regime und ging zurück nach Portugal, wo mit dem neuen Staatschef Marcelo Caetano das dortige Estado-Novo-Regime einen politischen Frühling andeutete. Nach dem Ausbleiben wesentlicher Veränderungen widmete sich Silva ausschließlich dem Schreiben. Nach der Nelkenrevolution 1974 nahm er vereinzelte Honorarprofessuren an. Mit Beginn der Rentenbezüge aus seinen brasilianischen Anstellungen und mit rückwirkender Anerkennung seiner portugiesischen Berufsjahre durch die neue Regierung sah Silva seine finanzielle Situation gesichert, und er widmete sich dem Schreiben, unternahm Reisen und trat in Fernsehsendungen auf, wodurch seine Bekanntheit als Philosoph zunahm. Insbesondere seine 13 Fernsehinterviews der Sendereihe Conversas Vadias („Herumstreunende Gespräche“, 1990) im ersten Kanal der RTP machten den überzeugten Vegetarier populär. Er formulierte dort vor allem seine seither stetig weiterentwickelten Gedanken zum zukünftigen Zeitalter des Heiligen Geistes (Espírito Santo).
Am 3. April 1994 starb er im Hospital São Francisco Xavier, dem Krankenhaus der Gemeinde São Francisco Xavier.

## Rezeption
Er hinterließ ein widersprüchliches philosophisches Werk. Der praktische Philosoph verband Pantheismus und Millenarismus mit seinem unbedingten Glauben an die Freiheit als wichtigster Eigenart des Menschen. Seine in allgemeinverständlicher Sprache formulierten Vorstellungen einer vom heiligen Geist (Espírito Santo) und der grundlegenden Freiheit des Menschen bestimmten Gesellschaft machten ihn vor allem in seinen späten Jahren bekannt, bedingt durch seine Fernsehauftritte, in denen er sich den verschiedensten Bereichen der Gesellschaft zuwandte. Er galt zuletzt als einer der bedeutendsten Intellektuellen des Landes.
Als produktiver Autor ist sein Werk vielseitig. Neben verschiedenen philosophischen Schriften veröffentlichte Silva auch Gedichte, Essays, Arbeiten zur Pädagogik und Biografien zu so verschiedener Persönlichkeiten wie Fernando Pessoa, Pestalozzi, Robert Baden-Powell, Émile Zola, Louis Pasteur oder Leonardo da Vinci, u. a.
Bei der 2007 vom öffentlich-rechtlichen Fernsehsender RTP veranstalteten Wahl zum „Größten Portugiesen aller Zeiten“ (Os Grandes Portugueses) wurde Silva auf den 21. Platz gewählt.
Ein Airbus A321 LR der portugiesischen Nationalairline Tap ist nach ihm benannt,